# André Le Nôtre
André Le Nôtre (Párizs, 1613. március 12. – Párizs, 1700. szeptember 15.) francia kertépítész, a franciakert kerttípusának megteremtője. Fő műve a Versailles-i kastély parkja.

## Élete
Már nagyapja is kertépítész volt, aki Claude Mollet társaként vett részt IV. Henrik Saint-Germain-en-Laye-i kertjei és a párizsi Tuileriák palotája kertjének tervezésében.
Apja a Tuileriák főkertésze volt, és a fiú őseinek nyomdokában haladva tizenhat éves korától hat éven át kertépítést és növényápolást tanult. Első megbízásaként (1635-ben) mindjárt XIII. Lajos francia király öccse, Gaston orléans-i herceg főkertésze lett, majd sorra kapta a fontosabbnál fontosabb megbízásokat. Több palota:
- Nagy-Trianon kastély,
- meudoni kastély,
- Chantilly-i kastély,
- Saint-Germain-en-Laye-i kastély,
- Vaux-le-Vicomte-i kastély

parkjának fejlesztésében vett részt.
1645-ben a királyné rá bízta fontainebleau-i birtokának rendezését. 1649-ben ő lett Tuileriák palotája főkertésze.

## A Vaux-le-Vicomte-i kastély parkja
Egyik leghíresebb munkája a Château du Vaux-le-Vicomte parkja, amit mintegy 18 ezer emberrel építtetett meg. Az 1661-re elkészült kert annyira megnyerte XIV. Lajos tetszését, hogy André Le Nôtre-ra bízta a Versailles-i park elkészítését.

## A versailles-i kastély kertje
XIV. Lajos 1662-ben bízta meg a versailles-i kastély parkjának látványorientált átépítésével, amihez pontos, időnként részletekbe menő utasításokat adott. A park részeit egy fő tengely mentén, szimmetrikusan rendezték el. A további tagolás geometrikus jellegét másodlagos tengelyekkel, sugár irányú sétautakkal, körkörös vagy félkör alakú medencékkel biztosították.
A munkát három nagyobb szakaszban, összesen 25 év alatt végezte el, megteremtve ezzel a franciakert stílusát. A különböző teraszokkal, filagóriákkal, szökőkutakkal, szobrokkal, különleges növényekkel és formára nyírt bokrokkal, sövényekkel díszített park Európa egyik legszebb és legnagyobb kertje lett. Híre gyorsan bejárta a kontinenst, és követendő példává vált a különböző uralkodóházak számára. Napjainkra a többszöri átépítés és az új növényfajták beültetése miatt alaposan megváltozott, de így is igen látványos.

## Galéria

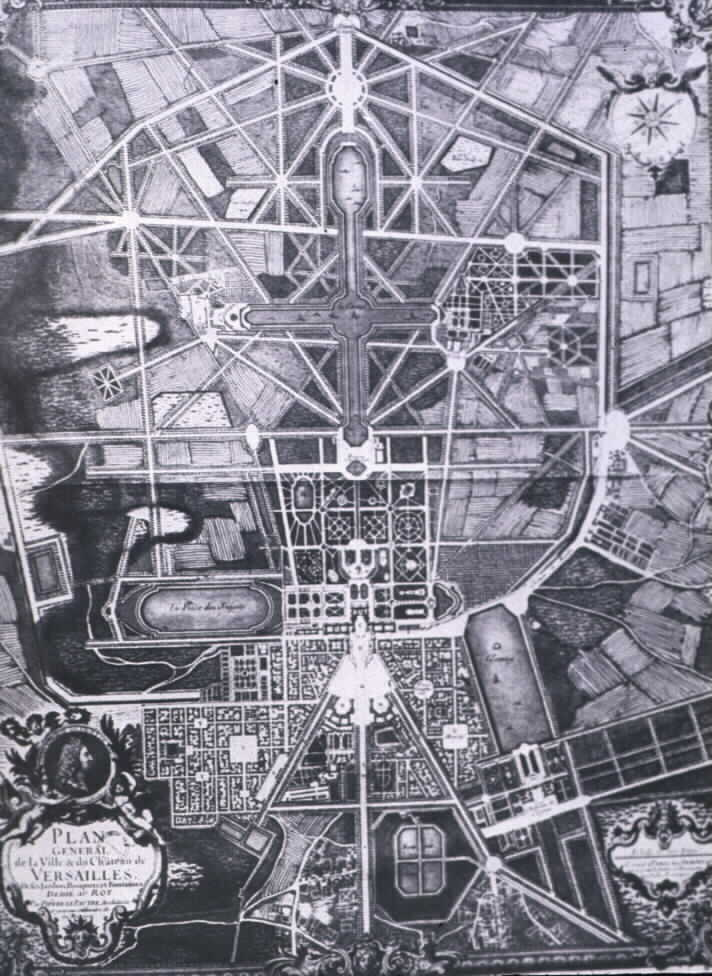
A Versailles-i kert terve, 1660(?)
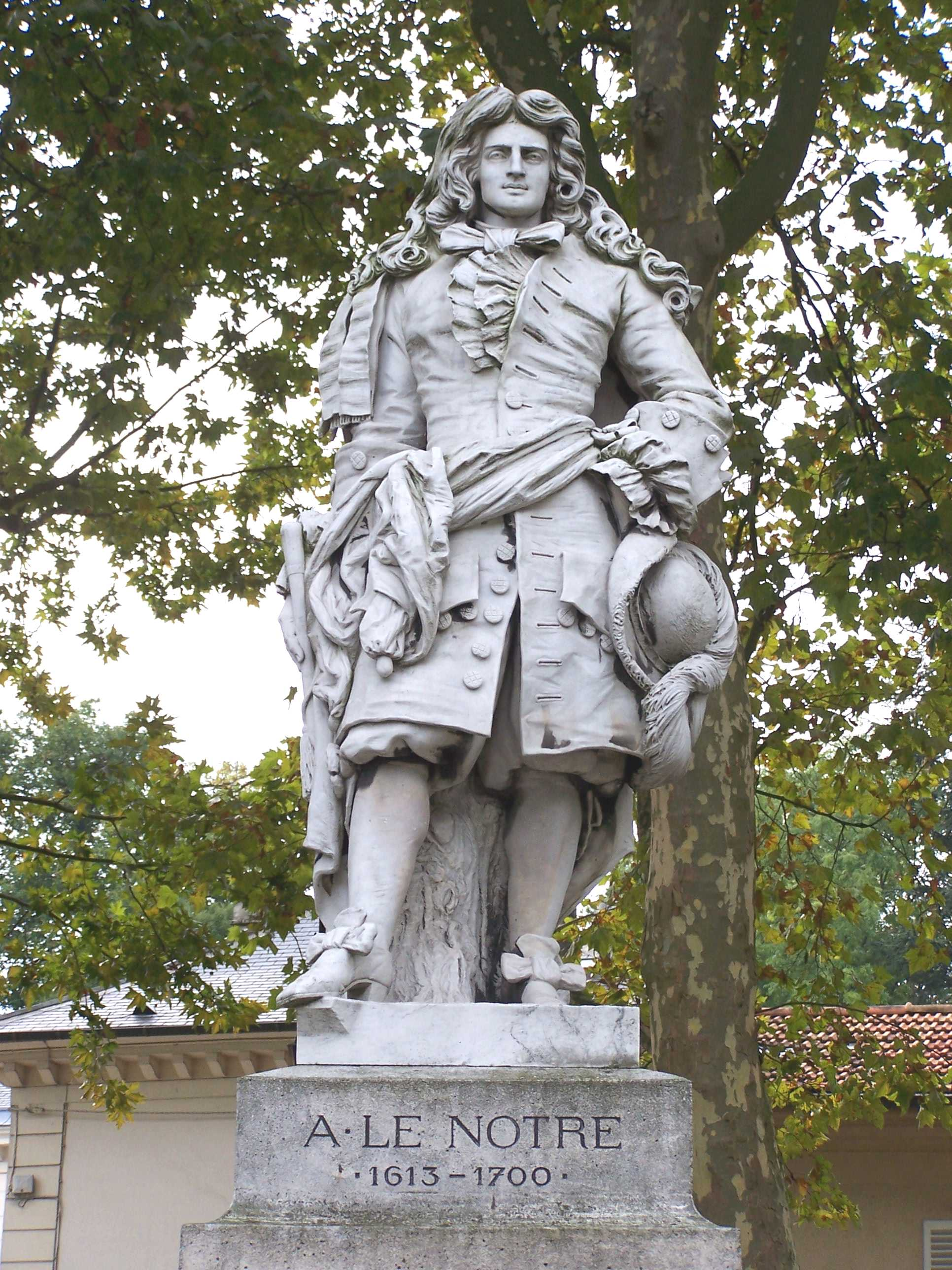
Szobra Versailles-ban
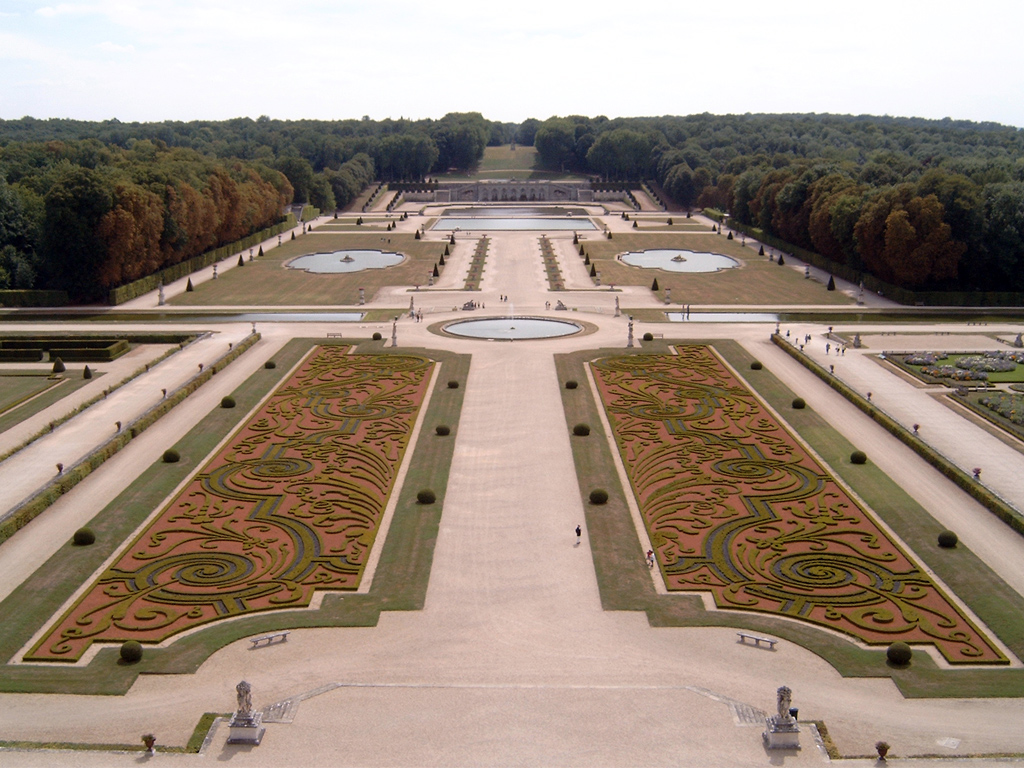
A Vaux-le-Vicomte-i kastély parkja
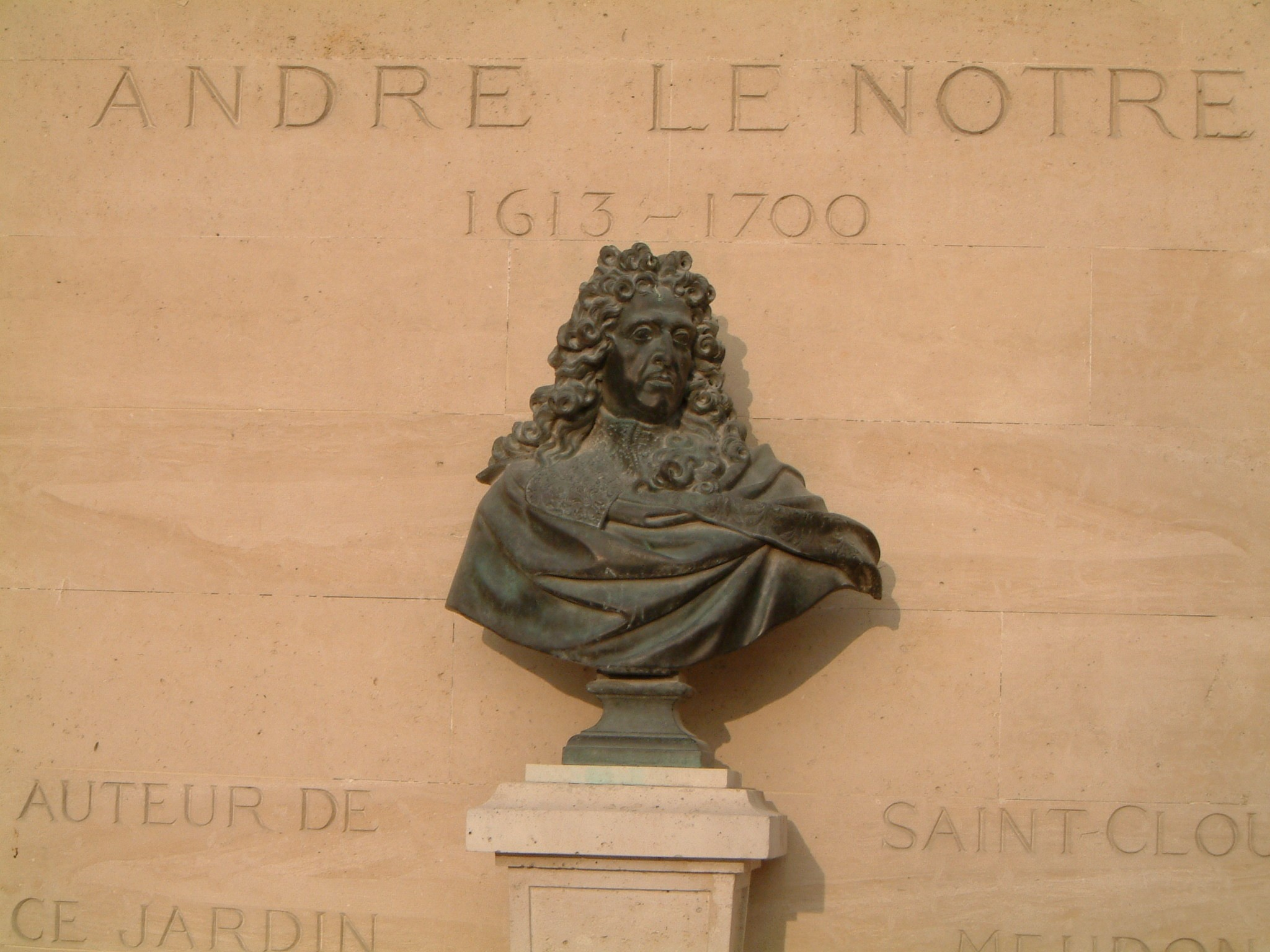
Mellszobra a Tuileriák kertjében